# Nyssodrysina halffteri
Nyssodrysina halffteri là một loài bọ cánh cứng trong họ Cerambycidae.